# 塩山芳明
塩山 芳明（しおやま よしあき、1953年9月10日 - ）はエロ漫画編集者。編集プロダクション「漫画屋」代表。文筆家。群馬県富岡市在住。

## 経歴
群馬県富岡市一ノ宮生れ。群馬県立富岡高等学校、明治大学二部卒業。1977年、遠山企画に入社。1993年、「漫画屋」設立に参加。
一方で、読書家、映画マニアとしても知られる。
公私にわたる強烈な毒舌と、渋い趣味の本や映画の感想がつづられる日記エッセイ「嫌われ者の記」を、様々なエロ漫画雑誌をまたいで長期連載中。1996年にはその初期の連載分が単行本にまとめられ、また2006年には、20年分の連載内容からセレクトしたヴァージョンがちくま文庫から刊行された。
近年は、「ちくま文庫版」のセレクションを担当した南陀楼綾繁と親交が厚く、南陀楼が主催するトークイベントにしばしばゲスト出演している。
また、居住する富岡市の「防災放送」が過剰であると常々抗議しており、「静かな街を考える会」の会員である。

## 著書
- 『嫌われ者の記──エロ漫画業界凶悪編集者血闘ファイル』（一水社、1996）
- 『現代エロ漫画』（一水社、1998）
- 『出版業界最底辺日記──エロ漫画編集者「嫌われ者の記」』（ちくま文庫、南陀楼綾繁編、2006）
- 『東京の暴れん坊──俺が踏みつけた映画・古本・エロ漫画』（右文書院、2007）
- 『出版奈落の断末魔──エロ漫画の黄金時代』（アストラ、2009）